# Universitat de la Sorbonne Nova
La Universitat de la Sorbonne Nova és una universitat de París. La universitat ofereix principalment docència en lletres, ciències del llenguatge, idiomes, arts escèniques, comunicació i estudis europeus (història multidisciplinària, economia, dret i ciències polítiques). Classificat entre les 50 millors de les millors universitats lingüístiques del món, ocupa el lloc 48 en el rànquing QS World University el 2021.

## Graduats famosos
- Cédric Klapisch, realitzador, actor, productor i guionista francès
- Joana Hurtado, historiadora de l'art i crítica cultural catalana